# Torneo Nacional de Asociaciones femenino de reactivación 2020
El Torneo Nacional de Asociaciones Femenino de 2020 fue la quinta edición del principal torneo femenino de asociaciones de rugby de Chile.
Se disputó desde el 12 al 13 de diciembre en el Estadio Elías Figueroa Brander de Valparaíso.
También se denominó TNA Femenino de Reactivación debido a que fue el primer torneo nacional femenino de rugby que se disputó en el país en el contexto de la Pandemia de COVID-19.

## Participantes
- Asociación de Rugby de Antofagasta
- Asociación de Rugby de Arica
- Asociación Regional de Rugby Valparaíso
- Asociación de Rugby de Santiago

## Clasificación
| Pos. | Equipo      | Encuentros | Encuentros | Encuentros | Encuentros | Tantos | Tantos | Tantos | Puntos |
| Pos. | Equipo      | PJ         | PG         | PE         | PP         | F      | C      | Dif    | Puntos |
| ---- | ----------- | ---------- | ---------- | ---------- | ---------- | ------ | ------ | ------ | ------ |
| 1.º  | Valparaíso  | 3          | 3          | 0          | 0          | 82     | 19     | +63    | 9      |
| 2.º  | Arica       | 3          | 2          | 0          | 1          | 72     | 40     | +32    | 6      |
| 3.º  | Antofagasta | 3          | 1          | 0          | 2          | 48     | 67     | -19    | 3      |
| 4.º  | Santiago    | 3          | 0          | 0          | 3          | 24     | 91     | -67    | 0      |

### Resultados
| 12 de diciembre | Valparaíso | 36 - 7 | Santiago |  |  |

| 12 de diciembre | Arica | 36 - 14 | Antofagasta |  |  |

| 12 de diciembre | Valparaíso | 27 - 7 | Antofagasta |  |  |

| 12 de diciembre | Arica | 31 - 7 | Santiago |  |  |

| 12 de diciembre | Antofagasta | 27 - 10 | Santiago |  |  |

| 12 de diciembre | Valparaíso | 19 - 5 | Arica |  |  |

## Fase Final

### Semifinales
| 13 de diciembre | Arica | 32 - 0 | Antofagasta |  |  |

| 13 de diciembre | Valparaíso | 31 - 0 | Santiago |  |  |

### Copa de Bronce - Tercer puesto
| 13 de diciembre | Antofagasta | 20 - 10 | Santiago |  |  |

### Final
| 13 de diciembre | Arica | 12 - 17 | Valparaíso |  |  |

| Bandera de Chile   |
| Campeón Valparaíso |
| Tercer título      |